# アニツァ・コヴァチ
アニツァ・コヴァチ（クロアチア語: Anica Kovač、1976年3月3日生まれ）は、クロアチアの元モデル。旧姓はマルティノヴィッチ(Anica Martinović)。1976年、西ベルリン生まれ。彼女の両親はボスニア・ヘルツェゴビナのトミスラヴグラードからのガストアルバイター（Gastarbeiter）であった。若いころからモデル活動を行っており、1995年にはミス・クロアチアに輝いた。クロアチア代表としてミス・ワールド1995に出場し、ベネズエラのジャクリーン・アギレラに次ぐ準グランプリとなり、ベスト・ナショナル・コスチューム賞にも選ばれた。
2001年にはサッカーのクロアチア代表のロベルト・コヴァチと結婚しており、現在は3人の子供がいる。